# 란치아 풀비아
란치아 풀비아(Lancia Fulvia)는 란치아가 1963년부터 1976년까지 생산한 자동차 모델이다. 1963년 제네바 모터쇼에서 처음 선보였으며 4도어 베를리나 세단, 2도어 쿠페, 2도어 패스트백 스포츠카의 세 종류로 생산되었다. 1972년 국제 랠리 챔피언십에서 우승하는 등 모터스포츠에서 주목받았다.